# المعطن (جبلة)

تعديل مصدري - تعديل

المعطن هي إحدى قرى عزلة وراف بمديرية جبلة التابعة لمحافظة إب، بلغ تعداد سكانها 394 نسمة حسب تعداد اليمن لعام 2004.